# Nogara
Nogara település Olaszországban, Veneto régióban, Verona megyében. Lakosainak száma 8212 fő (2023. január 1.). Nogara Erbè, Gazzo Veronese, Salizzole, Sanguinetto, Sorga és Isola della Scala községekkel határos.

## Népesség
A település népességének változása:
| Lakosok száma | 8493 | 8457 | 8212 |
|               | 2017 | 2018 | 2023 |

## Híres szülöttjei
- Matteo Guardalben labdarúgó